# Флет-вайт

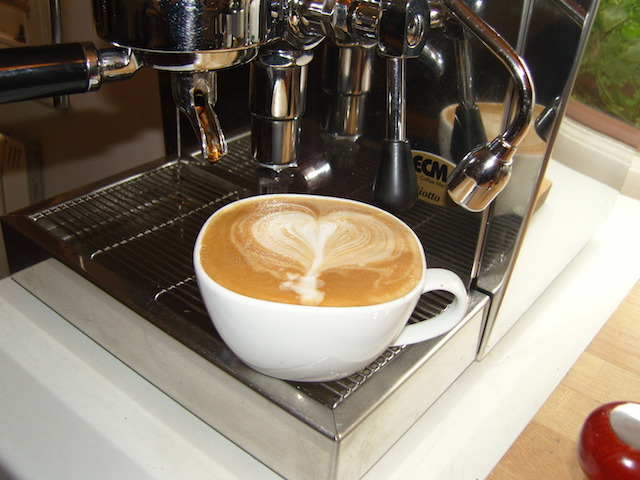
Флет-вайт з лате-артом

Флет-вайт (англ. flat white, «плоский білий») — кавовий напій родом з Австралії, придуманий у 1980-х роках. Найчастіше, готується шляхом додавання спіненого молока з мінімальною кількістю піни в подвійну порцію еспресо.

## Історія
Історик кави Ян Берстен стверджує, що, хоча походження флет-вайт незрозуміле, напій, ймовірно, з'явився в Англії в 1950-х роках..
Деякі коментатори простежують появу плаского білого в Австралії та Новій Зеландії у 1980-х. В огляді сіднейської кав'ярні «Miller's Treat» у травні 1983 року згадується їхня «пласка біла кава».  Інша стаття в сіднейській газеті у квітні 1984 року сатирично висміювала моду на каву латте, стверджуючи, що «кава лате перекладається як “flat white”.».
У барі Moors Espresso в Сіднеї Алан Престон додав напій до свого постійного меню в 1985 році. Престон стверджував, що привіз ідею до Сіднея зі свого рідного Квінсленда, де в кав'ярнях у 1960-х і 1970-х роках часто пропонували «White Coffee - flat». Інші задокументовані згадки включають кафетерій Будинку парламенту в Канберрі, який у січні 1985 року вивісив табличку «тільки плаский білий» під час сезонної проблеми з дійними коровами, що перешкоджала утворенню молочної піни. 
В Новій Зеландії  вважають, що напій придумав новозеландський бариста Дерек Таунсенд в результаті експериментів над балансом смаку кави та молока. Бариста відмовився від великої кількості піни в напої, зменшив пропорції молока (110 мл) і збільшив кількість кави до 60 мл. Унаслідок такого експерименту напій зберіг свій молочний смак і також дав можливість підкреслити смак кави (на відміну від лате, де смак кави приглушено).
А друга новозеландська претензія походить з Веллінгтону, внаслідок «невдалого капучино» у Барі Бодега на вулиці Вілліса у 1989 році. Крейг Міллер, автор книги «Кав'ярні Веллінгтона 1939-1979», стверджує, що в Окленді в середині 1980-х років готували капучино флет-вайт.

## Критика
Автори Захарі Карлсен та Джордан Майклмен стверджують, що флет-вайт — це лише маркетинговий концепт, зручна назва, запозичена з Австралії, яку використовують бариста у всьому світі для еспресо та збитого парою молока, а не самобутній напій. У підтвердження цього вказується, що для приготування напою потрібні два інгредієнти, які в різних кав'ярнях поєднують в різних пропорціях, використовують молоко різної текстури, готують в різних об'ємах і подають в різному посуді.